# شان پای
شان پای (انگلیسی: Shaun Pye) بازیگر، کمدین، تهیه‌کننده تلویزیونی، نقاد، ویراستار و روزنامه‌نگار اهل بریتانیا است. وی پیش از بازیگری منتقد کمدی روزنامهٔ ایونینگ استاندارد بود.
از فیلم‌ها یا برنامه‌های تلویزیونی که وی در آن نقش داشته‌است می‌توان به باز هم این دختر شروع کرد و سیاهی‌لشکر اشاره کرد.